# 샤수

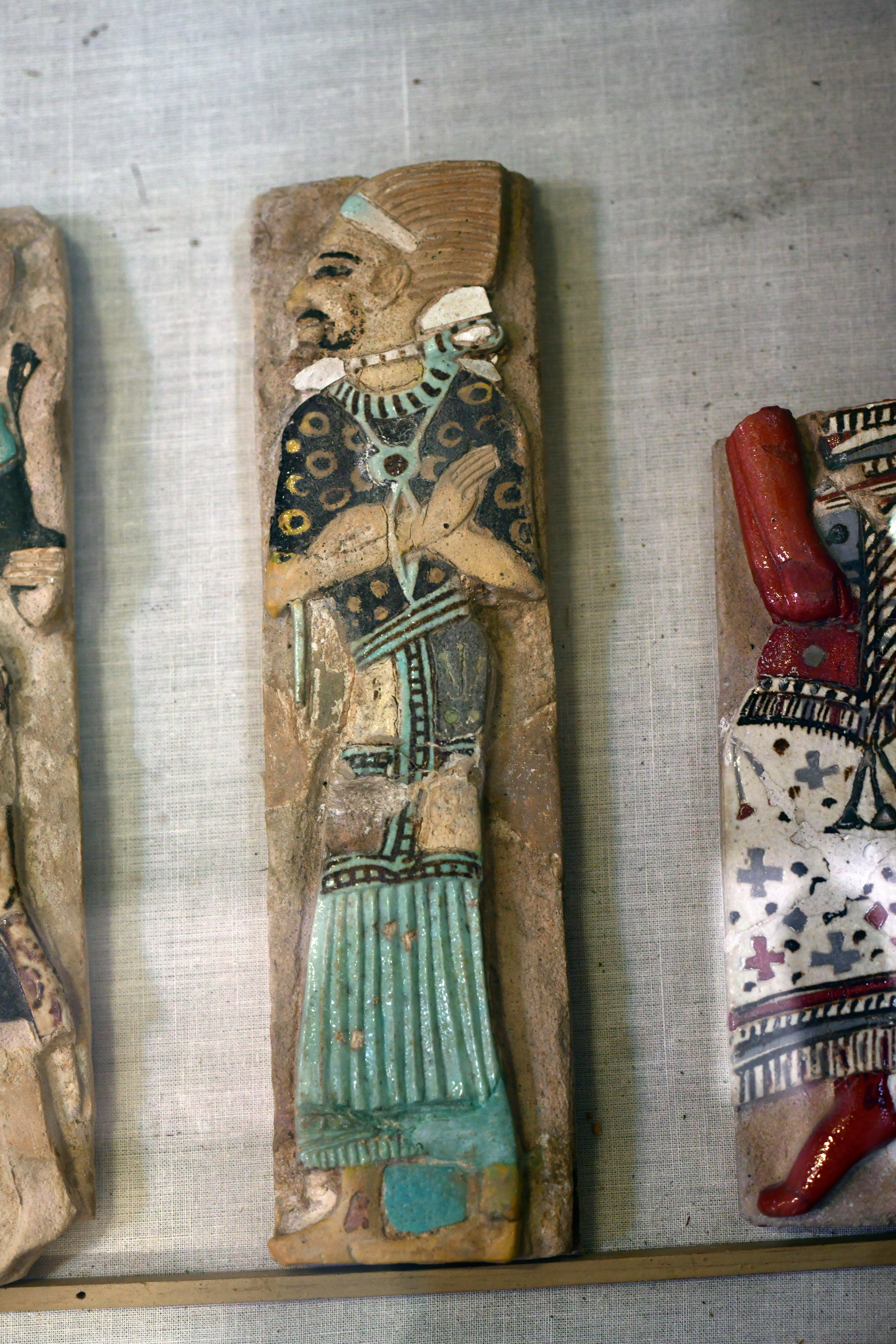
람세스 3세의 메디네트 하부에 있는 부조에 묘사된 샤수 포로.

샤수(Shasu, 고대 이집트어: šꜣsw, 발음은 '샤스웨'로 추정)는 후기 청동기 시대부터 초기 철기 시대 또는 이집트 제3중간기에 이르기까지 남부 레반트에 살았던 셈어파를 사용하는 유목 민족이다. 부족장 지배를 받으며 씨족 단위로 천막에 거주하였으며, 이스르엘 골짜기부터 아슈켈론, 트란스요르단과 시나이반도에서 활동하던 산적들로 묘사되었다. 일부는 아시아인과 이집트 군대의 용병으로도 일했다.

## 어원
이 이름의 어근은 불명확하나 "걸어서 이동하는 사람들"을 의미하는 이집트어 šꜣsw에서 유래한 것으로 보기도 한다. 레비, 애덤스, 무니스는 모두 "떠돌다"를 의미하는 이집트어 šꜣs와, "약탈하다"를 의미하는 셈어파의 대체 삼자음 어근 히브리어: שָׁסַס šāsas를 어원으로 본다.

## 영토
샤수족의 본거지는 트란스요르단에 있었던 것으로 보이지만, 가나안, 시리아, 이집트에서도 발견된다.

## 역사

### 후기 청동기
샤수는 기원전 16세기의 트란스요르단 지역 민족 목록에서 처음으로 나타난다. 이 목록은 엘캅에서 발견된 아모세 제독의 전기 비문에 있는데, 그는 파라오 아케페렌레 투트모세 2세를 모시면서 샤수 포로들을 잡았다고 주장한다. 여기서 샤수족은 그가 북쪽으로 징벌 원정을 이끌던 길목에 있었다. 기베온(1971)은 샤수족이 그 시기에 나타날 수 있었던 유일한 사건은 힉소스족의 추방(기원전 약 1550년)이라고 주장했다.
투트모세 3세 재위 39년, 그의 14번째 전역 동안 파라오는 레테누에 도착하기 전에 샤수족과 싸웠다고 기록되어 있다. 이는 곧 남부 가나안에서 샤수족을 마주쳤다는 것이다. 이 목록 14번째에 기록되어 더 구체적으로는 네게브 사막에 위치한다.
아멘호테프 3세가 세운 솔레브 사원의 기둥 받침에 새겨진 이집트 적들의 목록에서도 나타난다. 사원에서 발굴된 세부 사항 중에는 "샤수 땅의 sʿrr"(tꜣ-shꜣsw sʿr)이라는 장소에 대한 언급이 있었는데, 이 이름은 요르단의 페트라와 관련이 있거나 그 근처에 있는 것으로 추정된다.
기원전 13세기에, 세티 1세 또는 람세스 2세의 명령으로 아무라에 새겨진 기둥 비문 복사본에는 6개의 샤수 공동체가 sʿrr, rbn, smʾt, wrbr, yhw, pysps라는 이름으로 언급되어 있다. 샤수족은 계속해서 가나안(요르단 서안)과 트란스요르단 지역의 고지대를 지배했다. 샤수족은 이 시기에 너무나 강력해져서 이집트의 북부 도로를 일시적으로 점거하기까지 했다. 이로 인해 람세스 2세와 아들 메르넵타가 이들을 징벌하러 나섰다. 이집트의 철수 후, 가나안 도시 국가들은 '강력한 적'으로 여겨지던 샤수족과 하비루족의 위협에 놓이게 되었다.
제18왕조의 다른 문서들은 가나안에서 샤수족의 중요성이 커지고 있음을 증명한다. 이는 많은 수의 포로(아멘호테프 2세의 포로 목록에서는 코르/카루의 거의 절반에 달하는 수)와, 이후 바빌로니아나 테헤누(리비아)와 같은 이집트의 가장 큰 적들과 동등하게 취급되었다는 점에서 알 수 있다.
아멘호테프 3세의 통치 기간 동안, 샤수족("엔-샤수")의 기원은 성경의 도시인 텔 도탄 근처로 나와 있으며, 이곳은 베두인들이 가축들을 데려와 물을 마시게 하던 곳이었다. 히브리어 성경에 나오는 요셉의 이야기도 도탄 근처의 샘에서 동물들에게 물을 먹이기 위해 온 유목민들을 언급한다.
파라오 세티 1세의 전역 중, 주로 텔 메기도와 벧 스안에서 발견된 승리 석비의 존재로 역사적 사건으로 입증된 바에 따르면, 샤수족은 실레흐와 파-가나안(아마도 가자 시) 사이의 비옥한 산악 지역에 거주하고 있었다. 샤수족 아래의 부조의 서문에는 다음과 같이 기록되어 있다: "샤수 적들은 반란을 획책하고, 그들의 부족 지도자들이 모여 코르 (카루) 언덕에 서서 소란과 소동에 휘말려 있다. 그들은 이웃을 존중하지 않고, 궁궐의 법률을 고려하지 않는다!" 이 전역에서 파라오는 메기도 주변의 하비루족과 대치한다.
샤수족은 결국 바다 민족에게 밀려나게 된다.

## 샤수의 야후

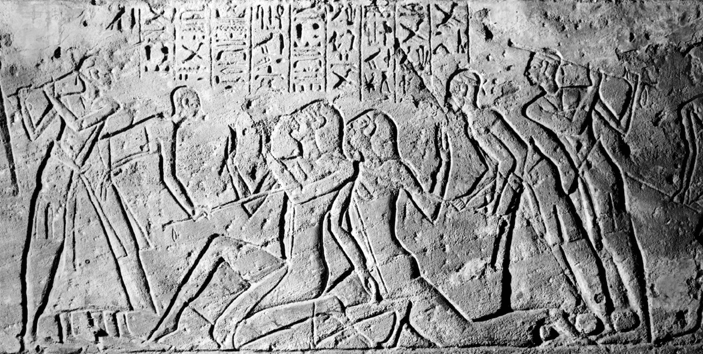
이집트인들이 샤수 첩자를 구타하는 모습 (카데시 전투 벽화 조각의 일부)

이집트어 문헌 두 개는, 하나는 아멘호테프 3세 시대(기원전 14세기)로, 다른 하나는 람세스 2세 시대(기원전 13세기)로 거슬러 올라가며, tꜣ šꜣśw yhwꜣ, 즉 "샤수의 yhwꜣ"를 언급하는데, 여기서 yhwꜣ (또한 yhw로도 표기됨) 또는 야후는 지명이다.
| tA | M8 | M23 | w | i | i | h | V4 | A |

| tA |

| tA |

| M8 |

| M8 |

| M23 |

| M23 |

| w |

| w |

| i | i |

| i | i |

| h |

| h |

| V4 |

| V4 |

| G1 |

| G1 |

이름 yhwꜣ에 관하여 마이클 아스투르는 "상형문자 표기가 히브리어 신명사문자 YHWH, 즉 야훼와 매우 정확하게 일치하며, 지금까지 가장 오래된 신명사문자인 메사 석비보다 500년 이상 앞선다"고 언급했다. K. 반 데르 토른은 결론적으로 "기원전 14세기까지, 야훼 숭배가 이스라엘에 도달하기 전에, 에돔족과 미디안족의 집단들은 야훼를 그들의 신으로 숭배했다."라고 분석했다.
도널드 B. 레드포드는 기원전 13세기 말 메르넵타 석비에 언급된 중앙 가나안의 초기 이스라엘 민족, 즉 반유목 고지대 주민들을 샤수족의 고립 지역으로 보아야 한다고 주장했다. 구약성경에서 야훼를 "세일에서 나오신다"고 묘사한 바, 원래 모압과 북부 에돔/세일 출신인 샤수족은 나중에 이스라엘 왕국을 건설할 "이스라엘"을 구성하는 핵심 요소 중 하나가 되었다는 것이다. 앤슨 레이니는 아마르나 문서에 대한 분석을 통해 샤수족에 대한 묘사가 초기 이스라엘 민족의 모습과 가장 잘 일치한다고 결론지었다. 이 식별이 정확하다면, 이들 이스라엘인/샤수족은 기원전 13세기 말에 동시대 가나안인 구조와 유사한 건물이 있는 작은 마을에서 고지대에 정착했을 것이다.
이스라엘 민족과 샤수족 사이의 이러한 관계 설정에 반론도 존재한다. 카르나크 신전의 부조에 묘사된 한 무리의 사람들은 이스라엘 민족에 대한 승리를 묘사한 것으로 제안되었음에도 불구하고 샤수족으로 묘사되거나 설명되지 않았기 때문이다. 프랭크 J. 유르코와 마이클 G. 헤이즐은 메르넵타의 카르나크 부조에 나타난 샤수족을 이스라엘 민족과 구별하는데, 이는 그들이 다른 옷과 헤어스타일을 하고 있으며 이집트 서기관들에 의해 다르게 정의되었기 때문이다. 샤수족은 일반적으로 결정사로 땅을 나타내며, 민족을 나타내지 않는다. "샤수 적들"에 대한 가장 빈번한 표시는 언덕 나라 결정사이다. 따라서 그들은 아슈켈론, 게셀, 예노암의 요새화된 도시를 방어하는 (다른) 가나안인들과 구별되며, 민족으로 결정사된 이스라엘과는 다르다. 그러나 사회-민족 집단으로서의 이스라엘은 아니다. 로렌스 스테이거 또한 메르넵타의 샤수족을 이스라엘인과 동일시하는 것에 반대했는데, 샤수족은 이스라엘인과는 다르게 옷을 입고 있으며, 이스라엘인들은 가나안인처럼 옷을 입고 머리 스타일을 했기 때문이다. 학자들은 이집트 서기관들이 "매우 이질적인 집단들을 단일하고 인위적인 통일된 범주로 묶는 경향이 있었다"고 지적한다.
그러나 결정사의 유용성은 의문이 제기되어 왔는데, 메르넵타 석비를 포함한 이집트 문헌에서 결정사가 임의로 사용되기 때문이다. 괴스타 베르너 알스트룀은 스테이거의 반박에 대해 샤수족은 유목민이었고 이스라엘인들은 정착민이었기 때문에 대조적인 묘사가 나타난다고 주장하며 덧붙였다: "나중에 언덕에 정착한 샤수족은 이스라엘 영토에 정착했기 때문에 이스라엘인으로 알려지게 되었다."
더욱이, 언덕 지형 결정사는 샤수족에게 항상 사용되는 것은 아니며, 이집트학자 토마스 슈나이더는 솔레브와 아마라-웨스트의 샤수 연속 기록에서 신명사문자의 줄임말로 여겨지는 "야"에 대한 언급을 연결한다. 후기 이집트 제18왕조 또는 이집트 제19왕조의 이집트 사자의 서에서 슈나이더는 "나의 주는 야의 목자이다"라는 의미의 북서셈어군의 신성한 이름 ʾadōnī-rō‘ē-yāh를 확인하는데, 이는 신성한 형태로 야훼 신에 대한 최초의 문서화된 기록이 될 것이다.
한편, 레스터 L. 그랩은 가설들을 종합하여 이스라엘인들이 가나안 민족이었지만 샤수족의 기여를 배제할 수는 없다고 주장한다. 청동기 시대 말기에 고지대는 대부분 사람이 살지 않았으며, 정착민들은 이전에 목축을 하던 사람들, 덜 정착된 지역으로 이주한 농부들, 가나안 밖에서 온 이주민들, 그리고 일반적으로 새로운 땅과 삶을 찾아 나선 사람들로 구성되었을 것이다. 그랩에 따르면, 고고학은 고지대에 정착한 사람들이 목축 배경을 가지고 있었음을 시사하지만, 그들은 정착 공동체 근처에서 살았으며, 아마도 그들의 동물을 곡물과 교환하는 방식으로 농업 공동체와 공생 관계를 형성했을 것이다.

## 같이 보기
- 힉소스
- 하비루
- 슈투
- 이르수
- 아아흐
- 에아

### 내용주
1. ↑  However, Yurco's interpretation of these relief also has been contested. See Merneptah Stele § Karnak reliefs for further information.
2. ↑  If the Egyptian scribe was not clear on the nature of the entity he called "Israel," knowing only that it was "different" from the surrounding modalities, then we can imagine something other than a sociocultural Israel. It is possible that Israel represented a confederation of united, but sociologically distinct, modalities that were joined either culturally or politically via treaties and the like. This interpretation of the evidence would allow for the unity implied by the endonymic evidence and also give our scribe some latitude in his use of the determinative.[26]

### 참조주
1. ↑  Redford 1992, 271쪽.
2. ↑  Miller 2005, 95쪽.
3. 1 2 3  Younker 1999, 203쪽.
4. ↑  Levy, Adams & Muniz 2004, 66쪽.
5. ↑  Younker 1999, 198쪽.
6. ↑  R. Givéon, Les bédouins Shosou des documents égyptiens, Leyde, 1971.
7. ↑  R. Givéon, Les bédouins Shosou des documents égyptiens, Leyde, 1971.
8. ↑  Grosby 2007, 109쪽.
9. ↑  Gibson, Daniel; Harremoës, Peter. “Names for the city of Petra” (PDF).
10. ↑  Sivertsen 2009, 118쪽.
11. ↑  Hasel 1998, 219쪽.
12. ↑  R. Givéon, Les bédouins Shosou des documents égyptiens, Leyde, 1971.
13. ↑  Hen 2022.
14. ↑  Astour 1979, 18쪽.
15. ↑  Van der Toorn 1996, 282–283쪽.
16. ↑  판관기, 5:4 및 신명기, 33:2
17. ↑  Redford 1992, 272–3,275쪽.
18. ↑  Rainey 2008.
19. ↑  Shaw & Jameson 2008, 313쪽.
20. ↑  Yurco 1986, 195, 207쪽.
21. ↑  Hasel 2003, 27–36쪽.
22. ↑  Nestor 2010, 185쪽.
23. ↑  Hasel 2003, 32–33쪽.
24. 1 2  Stager 2001, 92쪽.
25. 1 2  Ahlström 1993, 277–278쪽.
26. ↑  Sparks 1998, 108쪽.
27. ↑  Nestor 2010, 186쪽.
28. ↑  Sparks 1998, 105–106쪽.
29. ↑  Miller 2005, 94쪽.
30. ↑  Adrom & Müller 2017.
31. ↑  Schneider 2007.
32. ↑  Grabbe, Lester L. (2022년 11월 17일). 《The Dawn of Israel: A History of Canaan in the Second Millennium BCE》 (영어). Bloomsbury Publishing. 277–279쪽. ISBN 978-0-567-66324-5.